# Anne-Marie Steen Petersen
Anne-Marie Steen Petersen (født 20. februar 1950 i Helsingør) er en dansk tegner og forfatter, enke efter forfatteren Henning Prins. Hun har i mange år været karikaturtegner på Politiken og Ekstra Bladet.
Hun er datter af stadsingeniør Christian Steen Petersen og Else Johanne Hansen. Steen Petersen er autodidakt som kunstner, men læste ved Københavns Universitet sociologi 1969-70 og tysk 1972-75. I begyndelsen af 70'erne var hun med i kunstnerkollektivet Røde Mor. 1971-82 var hun bladtegner på Dagbladet Information, tegner på tegnefilmproducenten Jannik Hastrups tegnestue 1977-79, på Socialistisk Dagblad 1980-82, Ekstra Bladet 1982-89, igen 1997- 2003 og på Politiken 1989-97 og fra 2003.
I december 2015 stod Petersen bag den kradsbørstige satiretegning Når du strammer garnet, der viste integrationsminister Inger Støjberg ved et juletræ med et hængt menneske som julepynt.
Tegningen, der blev bragt i Politiken, skabte en del debat.
Hendes store forbillede er den amerikanske karikaturtegner David Levine, men også grafikere som Käthe Kollwitz og Dea Trier Mørch har inspireret.[kilde mangler]
Hun har blandt andet tegnet plakater for Studenterrådet (1970-80) og for Venstresocialisterne (1970), hvor hun var politisk aktiv. Hun har illustreret bøger, bl.a. om kvindekampen og marxisme.[kilde mangler]
Hun har modtaget PH-prisen 1986, Alfred Schmidts Pris 1988, Kollegernes Pris, Cross Prisen 1989, Den gyldne Tegnestift 1993 og Ejnar Hansens Legat 1994.[kilde mangler]
Efter samliv 1968-75 med oversætter, forfatter Niels Brunse blev hun 31. marts 1985 gift i Helsingør med forfatter Henning Prins.[kilde mangler]

## Udgivelser
- (med Niels Brunse) Alice P. Jensen og det store samfund, Tiderne Skifter 1972.
- Hoch die Kommune, 1975.
- Herremagasinet, Albatros 1980.
- Esther Nielsens eventyr, Tiderne Skifter 1985 (roman).
- Hendes Majestæts loyale opposition, Ekstra Bladets Forlag 1988.
- Narrestreger, Haase og Søns Forlag 1994.
- Som i ét stof. En fortælling om Grundtvigskirken og dens bygmester, Gyldendal 1997.
- (med Henning Prins) På sporet af Julemanden, Gyldendal 2001.
- Ridser i lakken, Forlaget Per Kofod 2005.
- Ansigt – rejser i det indre Europa, Gyldendal 2008.